# Ideciu de Jos
Ideciu de Jos [ˈidet͡ʃiu de jos] (veraltet Igișul din Jos; deutsch Nieder-Eidisch oder Niederidisch, siebenbürgisch-sächsisch: Nideraidesch, ungarisch Alsóidecs) ist eine Gemeinde im Kreis Mureș in der Region Siebenbürgen in Rumänien.

## Geographische Lage

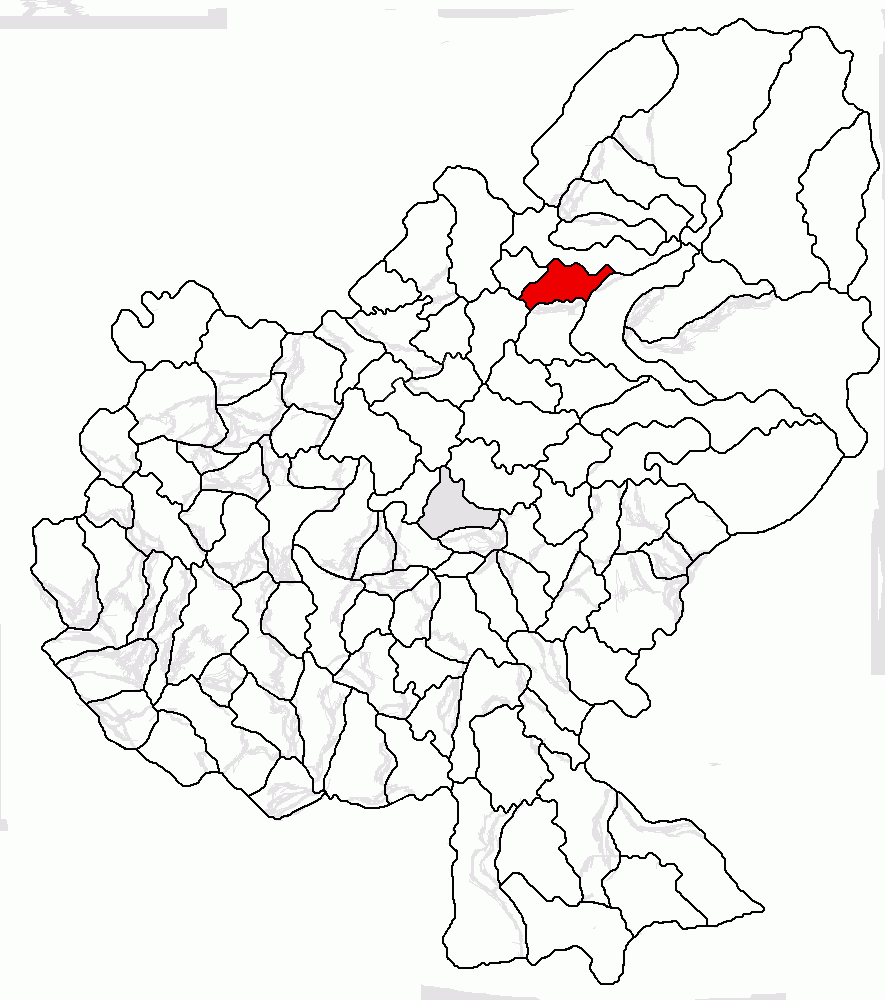
Lage der Gemeinde Ideciu de Jos im Kreis Mureș

Die Gemeinde Ideciu de Jos liegt im Reener Ländchen (Ținutul Reghinului) im nördlichen Teil des Siebenbürgischen Beckens. An der Mündung des Deleni befindet sich der Ort Ideciu de Jos am linken Ufer des Mureș (Mieresch). An der Kreisstraße (Drum județean) DJ 154A und der Bahnstrecke Târgu Mureș–Deda–Gheorgheni liegt der Ort fünf Kilometer nordöstlich von der Stadt Reghin (Sächsisch-Regen) und etwa 35 Kilometer nordöstlich von der Kreishauptstadt Târgu Mureș (Neumarkt am Mieresch) entfernt. Die eingemeindeten Dörfer liegen etwa sechs Kilometer nordnordöstlich vom Gemeindezentrum entfernt.

## Geschichte
Der Ort Ideciu de Jos wurde erstmals 1319 urkundlich erwähnt. Das lang gezogene Straßendorf war bis 1944 mehrheitlich von Rumäniendeutschen bewohnt. Der Ort ist außer den Salzquellen und dem Thermalbad auch wegen des Zwiebelanbaus in der Region bekannt.
Auf dem Areal des eingemeindeten Dorfes Ideciu de Sus (Obereidisch) wurde eine Münze, welche in die byzantinische Epoche deutet, gefunden.
Im Königreich Ungarn gehörte die heutige Gemeinde dem Stuhlbezirk Régen felső (Ober-Regen) im Komitat Maros-Torda, anschließend dem historischen Kreis Mureș und ab 1950 dem heutigen Kreis Mureș an.

## Bevölkerung
Die Bevölkerung der Gemeinde Ideciu de Jos entwickelte sich wie folgt:
| 1850 | 2.108 | 407   | 9   | 1.616 | 76             |
| 1920 | 2.714 | 682   | 197 | 1.811 | 24             |
| 1941 | 3.005 | 732   | 93  | 2.054 | 126            |
| 1956 | 2.094 | 1.505 | 277 | 206   | 106            |
| 2002 | 2.005 | 1.624 | 171 | 48    | 162            |
| 2011 | 2.109 | 1.630 | 181 | 43    | 255 (Roma 186) |
| 2021 | 1.998 | 1.724 | 88  | 7     | 179 (Roma 17)  |

Seit 1850 wurde auf dem Gebiet der heutigen Gemeinde die höchste Einwohnerzahl und die der Rumäniendeutschen 1941 registriert. Die höchste Einwohnerzahl der Rumänen wurde 2011, die der Magyaren 1956 und die der Roma (226) 1992 ermittelt.

## Sehenswürdigkeiten
- In Ideciu de Jos, auf dem Areal von den Einheimischen Cetatea Șelei (Sattelburg) genannt, befinden sich nach Angaben des Naturforschers Eduard Albert Bielz Reste einer einstigen Burg; nach Angaben des rumänischen Instituts für Archäologie sind keine Spuren einer Burg zu sehen.[7]
- Im Gemeindezentrum, in der schlichten und reparaturbedürftigen evangelischen Kirche,[8] sind die vergoldeten Reliefs am Altar sehenswert.[4]
- Im Gemeindezentrum, in der Hauptstraße (Str. Principală, Nr. 187) steht ein Haus aus dem 19. Jahrhundert unter Denkmalschutz.[9]
- Im Gemeindezentrum das Thermalbad,[10] dessen Hauptquelle 12 Liter pro Minute Mineralwasser mit 263 Milligramm pro Liter Salze liefert.[4]
- Im eingemeindeten Dorf Ideciu de Sus (Obereidisch)[11], die evangelische Kirche,[12] deren Kirchturm nach einer Sanierung am 25. September 2016 eingeweiht wurde.[13][14]

## Persönlichkeiten
- Doina Cornea (1929–2018), in Deleni (Reußen) geboren,[4] war eine Dissidentin und Menschenrechtlerin